# Fulvio Aducci
Pour les articles homonymes, voir Adduci.
Fulvio Aducci (Desterro, 8 février 1884 - Florianópolis, 8 août 1955), est un homme politique brésilien, gouverneur de l'État de Santa Catarina en 1930. Déposé lors de la révolution de 1930, il n'assuma finalement ses fonctions que durant moins d'un mois.